# 윌리엄 홀 주니어
윌리엄 홀 주니어(William Hall Jr.)는 미국의 배우, 연극 배우, 텔레비전 배우이다.

## 영화
- 안전은 보장할 수 없음 (2012년) - 섀넌 역
- 보이 컬처 (2006년)
- 드라이빙 미스 데이지 (1989년)